# La Lettre au petit Jésus

La Lettre au petit Jésus est un film muet français réalisé par Léonce Perret en 1909 et sorti en 1910.

## Fiche technique
- Réalisation, scénario et producteur : Léonce Perret
- Société de production : Société des Etablissements L. Gaumont
- Pays d'origine : France
- Format : Muet - Noir et blanc
- Métrage : 227 m
- Année de sortie : France : 1er mars 1910